# Melanie von Schlotheim

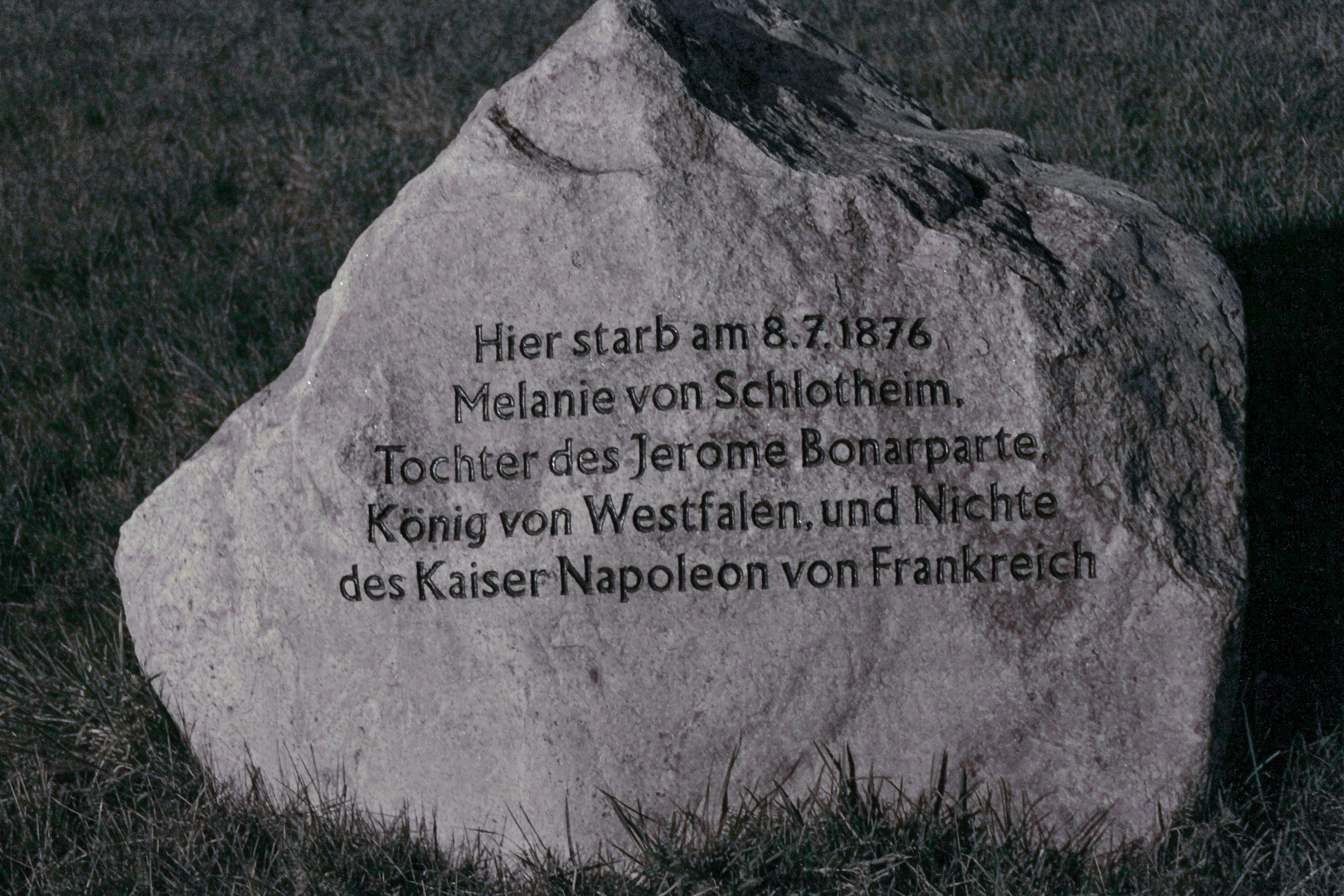
Gedenkstein von Melanie von Schlotheim am Standort ihres Sterbehauses

Melanie Freifrau von Schlotheim (* angeblich am 7. September 1803 in Nantes als Félicité-Mélanie Adélaïde Lagarde; † 8. Juli 1876 in Bad Oeynhausen) war eine uneheliche Tochter von Jérôme Bonaparte, dem späteren König von Westphalen, und der Ehefrau des französischen Offiziers Jean-Jacques Lagarde, Adélaïde Mélanie, geborene Denizot.

## Leben
Melanie von Schlotheim wurde 1803 als Félicité-Mélanie Adélaïde Lagarde wohl in Nantes geboren. Hier hatte ihre Mutter 1802 den jungen Fähnrich zur See Jérôme Bonaparte kennengelernt. Da dieser aber bereits Ende August 1802 nach Französisch-Westindien abkommandiert wurde und sich dann für längere Zeit in die Vereinigten Staaten von Amerika absetzte, erfuhr er zunächst nichts von der Geburt seiner Tochter.
Später bekannte sich Jérôme Bonaparte allerdings zu seiner Tochter. Als König von Westphalen schenkte er ihr 1810 das Rittergut Wietersheim. Gleichzeitig erhob er sie in den Adelsstand und verlieh ihr den Titel einer „Gräfin von Wietersheim“.
Nach dem Zusammenbruch des Königreichs Westphalen ging Jérôme Bonaparte mit seiner Familie und den Resten seines Hofstaates ins Exil. Hier lernte seine Tochter Melanie ihren späteren Ehemann, den Kammerherrn ihres Vaters, Carl Freiherr von Schlotheim, kennen. Am 15. November 1820, dem Geburtstag Jérôme Bonapartes, heiratete das Paar in Triest.
Melanie von Schlotheim starb am 8. Juli 1876 in Bad Oeynhausen an den Folgen eines Schlaganfalls.

## Nachkommen
- Charlotte Luitgard Melanie Ernestine von Schlotheim (* 6. November 1821 in Triest)
- Eduard Ernst Franz Johann von Schlotheim (* 16. August 1823 in Paris; † 15. Juli 1886 in Seifershau in Schlesien)
- Mathilde Charlotte Henriette Emilie Auguste von Schlotheim (* 3. Mai 1826 in Wietersheim)
- Emilie Melanie Jérômia von Schlotheim (* 12. Oktober 1828 in Minden)